# توپیو

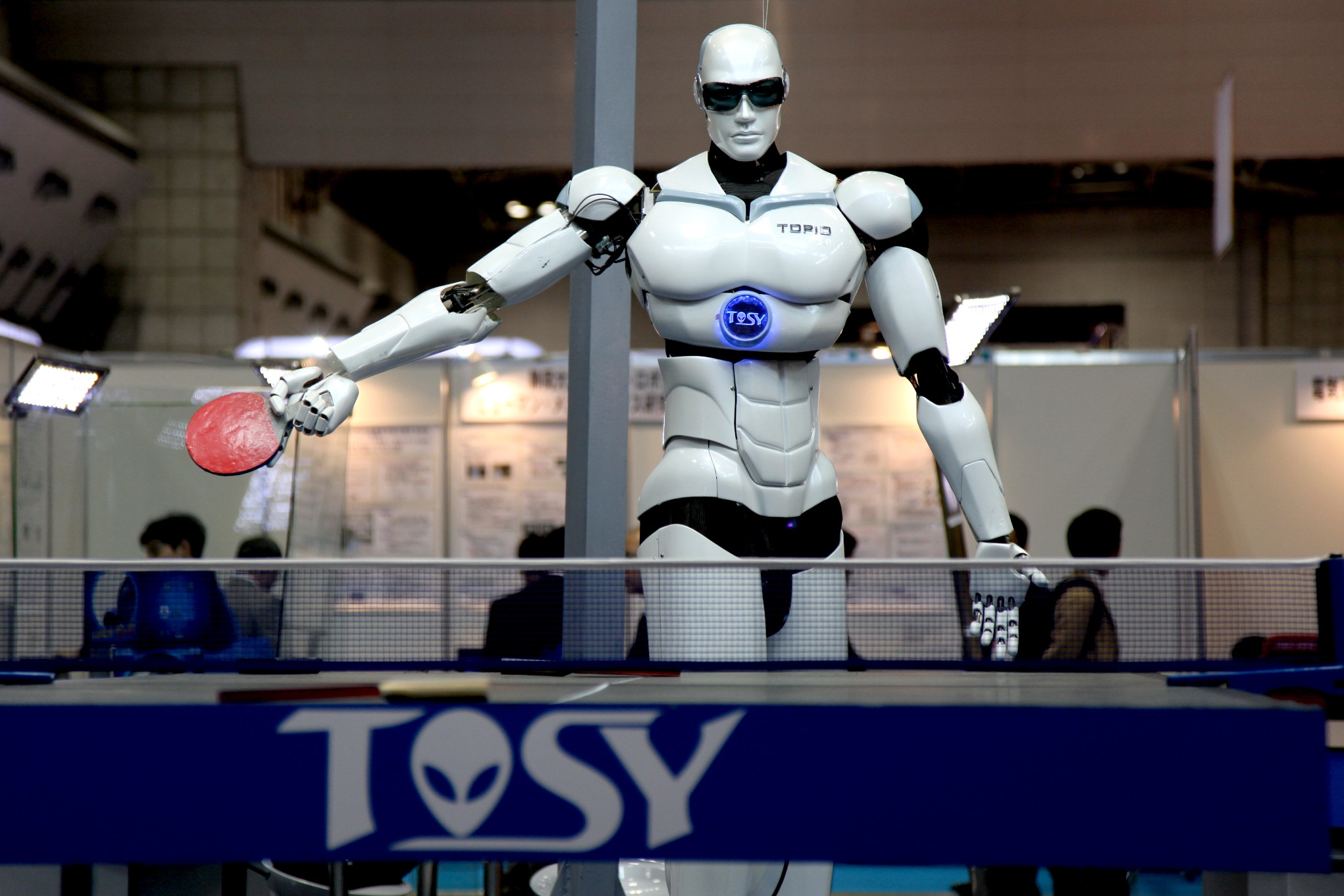
توپیو ۳٫۰ در نمایشگاه آی‌آرئی‌اکس در سال ۱۳۸۸.

توپیو (انگلیسی: TOPIO، مخفف واژه TOSY Ping Pong Playing Robot) یک ربات انسان‌نمای دوپا است که قادر به انجام ورزش تنیس روی میز می‌باشد که توسط یک شرکت ویتنامی توسعه یافته‌است. این ربات برای بار نخست در نمایشگاه ربات توکیو و در سال ۱۳۸۴ معرفی شد. قد آن ۱٫۸۸ متر و وزن آن ۱۲۰ کیلوگرم است.